# Lichtröhre

Die Lichtröhre ermöglicht z. B. die Beleuchtung mit natürlichem Licht in einem fensterlosen Zimmer eines Hauses.

Eine Lichtröhre ist ein Tageslichtsystem, welches natürliches Licht (Sonnenlicht und Mondlicht) durch einen Schlauch oder ein Rohr in das Innere eines Gebäudes leitet. Andere Begriffe dafür sind Hohllichtleiter, Lichttunnel und Lichtkamin.
Ein lichtröhrenbasiertes Tageslichtsystem besteht aus drei optischen Komponenten: einer Empfangsvorrichtung, die das Sonnenlicht sammelt (beispielsweise mittels Fresnel-Linsen und eventuell mit Solartracker), einer Lichttransportvorrichtung (der Lichtröhre) sowie einem Diffusor, der das Licht in den Raum verteilt. Die physikalische Grundlage ist die nichtabbildende Optik.

## Geschichte
Tageslichtröhren (oder auch Lichtröhren, Sonnenröhren oder Skylights) haben ihre Wurzeln in Australien. Anfang der 1980er-Jahre tüftelte ein australischer Erfinder an einer Weiterentwicklung der klassischen Oberlichter. Sein Konzept umfasste ein System zum „Einfangen“ von Tageslicht auf dem Dach eines Gebäudes, das durch einen hochreflektierenden Zylinder zu einer Streuscheibe in der Raumdecke umgeleitet wird. Im Jahr 1986 wurde das erste Patent angemeldet und vier Jahre später mit einer Gruppe von Unternehmern aus Sydney mit der Herstellung und dem Vertrieb dieses Produktes begonnen. Das erste System wurde 1991 verkauft und wurde zum meistgekauften Oberlicht in Australien. 1992 wurde nach Nordamerika expandiert und schnell haben weitere Hersteller den wachsenden Markt erkannt. Inzwischen gibt es eine Reihe von Herstellern, die dieses System in unterschiedlichen Größen und Bauarten herstellen und weltweit verkaufen.

## Aufbau

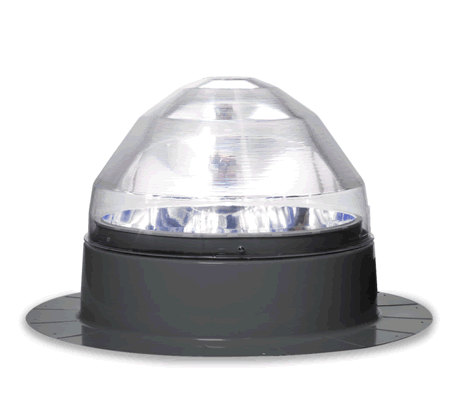
Geschlossenporige Acrylprismenkuppel

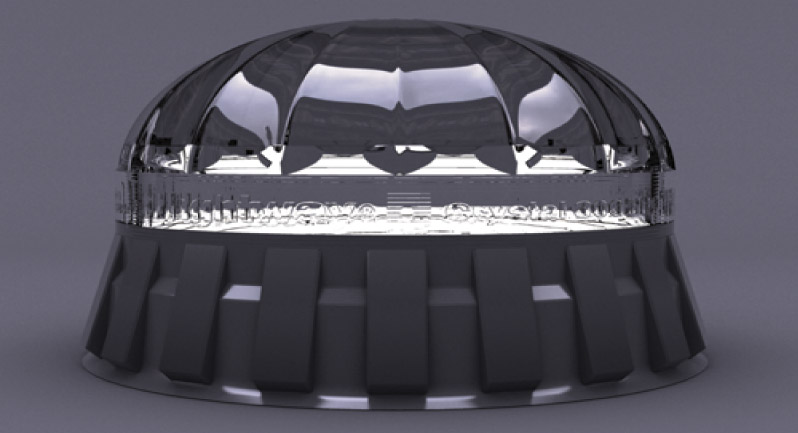
Glaskuppel mit Linsenstruktur

Auf dem Dach oder an der Außenwand des Gebäudes wird eine durchsichtige Kuppel aus Glas oder Acryl angebracht. Von dort aus werden über ein Rohr mit sehr guter Reflexionseigenschaft die eingefangenen Lichtstrahlen in das Innere des Gebäudes weitergeleitet. Im zu beleuchtenden Raum wird an der Decke ein Streuglas eingebaut, welches das eingeleitete Licht verteilt.

## Einsatzmöglichkeiten

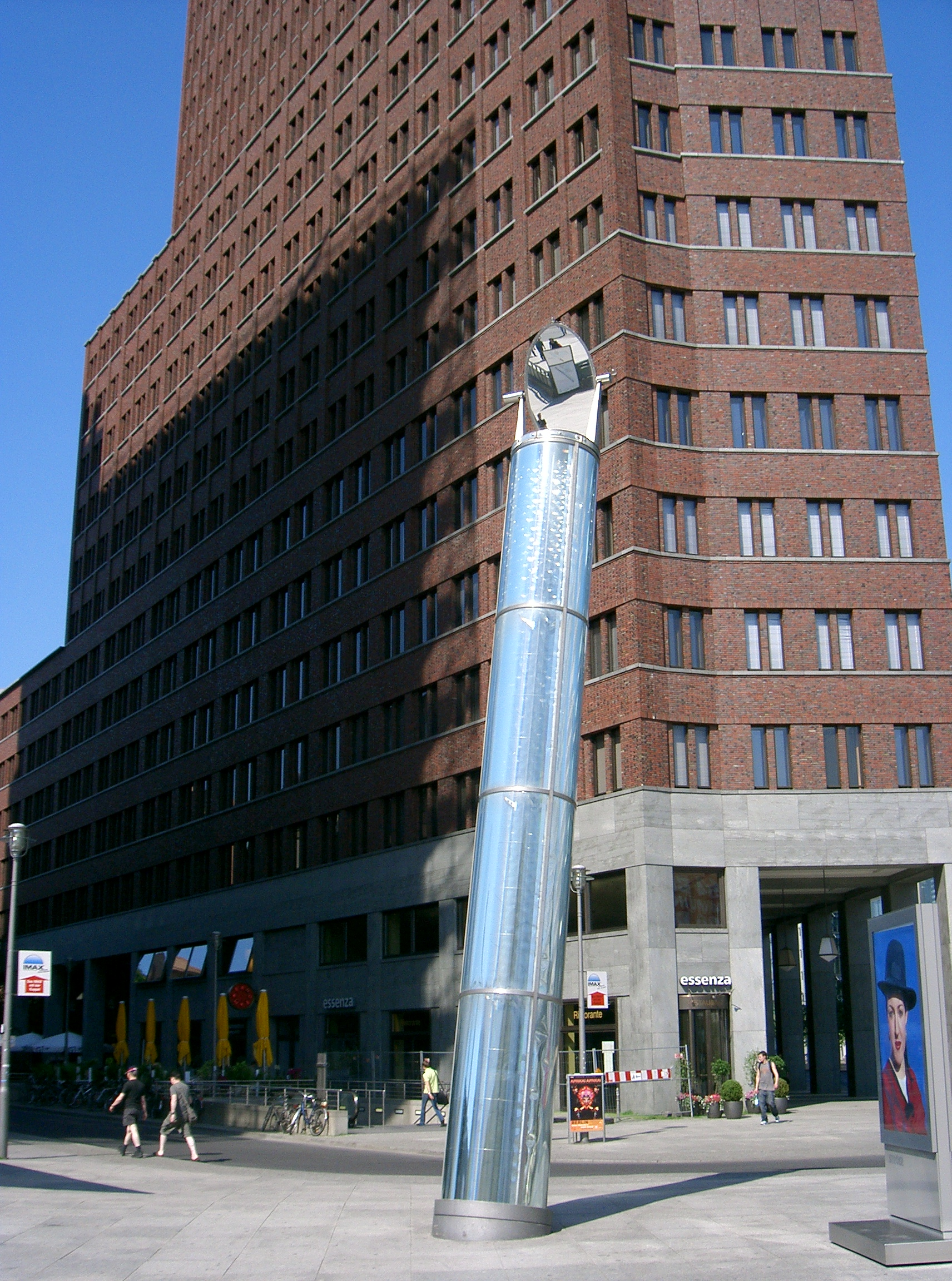
Eine der drei Lichtröhren, die den Bahnhof Berlin Potsdamer Platz mit natürlichem Licht versorgen.

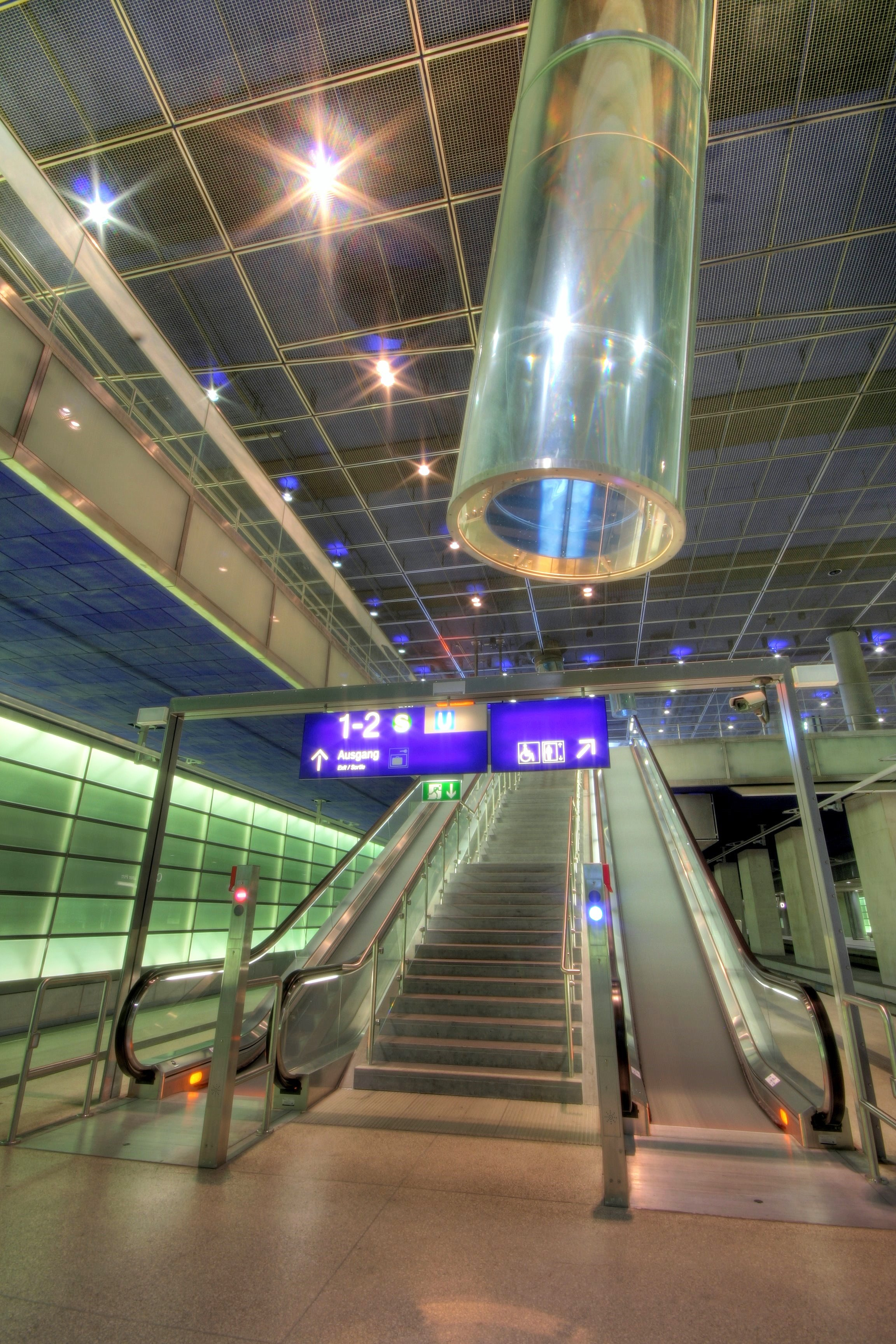
Die Lichtröhre im Untergrund.

Durch die Lichtröhren können dunkle oder fensterlose Räume (beispielsweise Treppenhäuser, Bäder, Flure, Wohn- und Arbeitszimmer) mit natürlichem Licht beleuchtet werden, ohne dass zusätzlich Energie eingesetzt werden muss, wie dies bei herkömmlicher Beleuchtung der Fall ist. In Abhängigkeit von der Sonnenscheindauer kann man mit Lichtröhren die Energiebilanz eines Gebäudes verbessern und die CO2-Emission reduzieren. Außerdem kommen die unregelmäßigen Helligkeitsschwankungen des natürlichen Lichts (Bewölkung) den menschlichen Sehgewohnheiten entgegen.
Je größer der Durchmesser der reflektierenden Röhre, umso weiter kann das Sonnenlicht in das Gebäude hineingeleitet werden. Einige Hersteller geben eine mögliche Rohrlänge von über 20 Metern an.
Ausschlaggebend für die Lichtleistung sind im Wesentlichen vier Faktoren:
1. Rohrdurchmesser: Prinzipiell gilt: je größer der Rohrdurchmesser, desto mehr Licht kann im Rohr transportiert werden und desto weniger Reflexionen benötigt das Licht bis zum Wiederaustritt. Der Rohrdurchmesser ist jedoch nicht alleine für die Lichtleistung eines Systems verantwortlich. Derzeit sind auf dem deutschen Markt Systeme mit Rohrdurchmessern zwischen 150 mm und 760 mm verfügbar.
2. Lichtaufnahmefläche: Die eigentliche Tageslichtaufnahme erfolgt über ein Fenster oder eine Kuppel, die auf dem Dach oder der Fassade eines Gebäudes angebracht wird. Durch Kuppeln statt flachen Scheiben kann eine höhere Lichtleistung aufgenommen werden. Einige verbesserte Systeme funktionieren mit einer integrierten Prismenstruktur oder einer speziell berechneten linsenähnlichen Oberflächenstruktur, die die Tageslicht-Aufnahmefläche noch weiter vergrößert und auch tiefstehende Sonnenstrahlen effektiver in das Rohr hineinlenken, um mehr Tageslicht in das Lichtrohr zu lenken. Die Lichtaufnahmefläche (Effective Daylight Capture Surface) ist deshalb im Jahr 2008 in den USA als neutrale Maßeinheit der Tageslichtaufnahmeleistung festgelegt worden, um die Systeme besser vergleichen zu können.
3. Reflexionsgrad des Lichtrohres: Das so aufgenommene Tageslicht wird durch ein verspiegeltes Rohr weiter nach unten bis zum Abschlussdiffuser geleitet. Der Reflexionsgrad der Rohre ist deshalb eine wichtige Maßeinheit für den Lichtverlust des Systems. Vor allem im Winter ist er bei den Systemen ohne optisch optimierte Kuppel wichtig, denn dann ist schon bei kurzen Rohrlängen der Einfluss deutlich zu spüren.
Beispiel: Von 100 % Lichtleistung kommen bei einem Rohrdurchmesser von 25 cm, einer Lichtrohrlänge von 2 m und den Sonneneinstrahlwinkel = 63° (im Sommer); 42° (Frühling/Herbst) bzw. 18° (im Winter) noch folgende Anteile an der Streuscheibe (bzw. Zimmerdecke) an:
  - Bei einem Reflexionsgrad des Lichtrohres von 99,7 % noch 98,8 % (im Sommer); 97,0 % (im Frühling/Herbst) und 94,2 % (im Winter);
  - Bei einem Reflexionsgrad des Lichtrohres von 98,0 % noch 92,0 % (im Sommer); 81,7 % (im Frühling/Herbst) und 66,8 % (im Winter) und
  - Bei einem Reflexionsgrad des Lichtrohres von 95,0 % noch 81,5 % (im Sommer); 59,9 % (im Frühling/Herbst) und 35,9 % (im Winter).
4. Streuung der Reflexion im Lichtrohr: Der Einfluss der Streuung ist nicht zu vernachlässigen. Diffuse oder flexible Rohrsysteme haben eine größere Streuung der Reflexion. Dies kommt durch die nicht 100 % glatte Oberfläche zustande. Die Streuung liegt hier meist bei 8–10 %. Systeme mit einer aufgeklebten (laminierten) Reflexfolie haben verfahrensbedingt eine geringere Streuung der Reflexion. Sie liegt meist bei 3–5 %. Die Lichtrohre, die mit einem Beschichtungsverfahren unter Vakuum die Reflexion gewährleisten, kommen durch die Verwendung von Reinstsilber auf eine Streuung von unter 4 %. Im Lichtergebnis sind starre Systeme den flexiblen klar überlegen. Starre Rohrsysteme mit Reflexionswerten von 99,7 % oder 98 % sind im Sommer gut geeignet, und eventuell berechenbare Leistungsunterschiede sind mit dem Auge bei kurzen (bis 0,5 m) Rohr- oder Systemlängen kaum wahrnehmbar. Lediglich im Winter wird der Unterschied spürbar. Auch die unterschiedliche Lichtfarbe (Folie eher bläulich, Silber eher gelb) kann auffallen.

Einige Systeme leiten die Ultraviolettstrahlung sowie die Wärmestrahlung des Tageslichtes nicht weiter. Dies wird durch die Verwendung eines speziellen Materials erreicht, das nur sichtbares Licht (Wellenlänge zwischen 380 nm und 780 nm) reflektiert. Hierdurch wird das Aufheizen der Räume vermieden.
Zusätzlich können die Lichtröhren an das Belüftungssystem angeschlossen werden.
Da natürliches Licht nicht ständig verfügbar ist, unterliegt die Beleuchtungsintensität Schwankungen. Für lichtarme oder dunkle Zeiten (wie auch in der Nacht) kann deshalb meist noch eine elektrisch betriebene Leuchte zusätzlich in die Lichtröhre eingebaut werden.
Für den Fall, dass das Sonnenlicht zu stark ist, bieten einige Systeme Abdeckungen oder Verdunklungsmöglichkeiten – sogenannte Tageslichtdimmer – an.

## Energieeffizienz
Der Wärmedurchgangskoeffizient U (auch Wärmedämmwert, U-Wert, früher k-Wert) gibt an, mit welchen Energieverlusten durch Einbau der Lichtröhre zu rechnen ist. Generell sollte darauf geachtet werden, dass bei Einbau der Lichtröhre in ein Dach der Wärmedurchgangskoeffizient der Röhre etwa gleich dem des Daches ist. Hersteller weisen häufig darauf hin, dass mit einer Lichtröhre bessere Werte zu erzielen seien als mit Dachfenstern. Nicht alle Hersteller liefern genaue Angaben zum Wärmedurchgangskoeffizienten.
Inzwischen ist eine Wärmedämmeinheit für Tageslichtsysteme entwickelt worden. Durch die Verwendung von mehrscheibigen Gläsern mit Argon-Füllung wird ein U-Wert von 0,8 W/(m2·K) erreicht. Hierdurch können Tageslichtsysteme auch in Passiv- oder Niedrigenergiehäusern eingesetzt werden.

## Weitere Techniken
Eine ähnliche Technik wurde von australischen Wissenschaftlern an der University of Technology, Sydney entwickelt und soll unter dem Namen „Fluorosolar“ auf den Markt kommen.
Das Sonnenlicht kann durch Spiegelung und Bündelung mit einem oder mehreren Heliostaten in die Lichtschächte oder dunkle Räume gesendet werden (Beispiel: Bauprojekt in Rattenberg in Tirol).
Als Alternative zu (spiegelnden) Lichtröhren können Lichtleitkabel eingesetzt werden.
Eine Hürde für den Einsatz dieser Technologien sind vor allem die Installationskosten.
Eine rudimentäre Variante einer Lichtröhre ist Liter of Light. Diese basiert auf einer Wasserflasche und wurde zur günstigen Beleuchtung fensterloser, wellblechgedeckter Hütten in Slums erdacht.